# Cyrtopus
Cyrtopus là một chi rêu trong họ Cyrtopodaceae.